# Úpravna vod

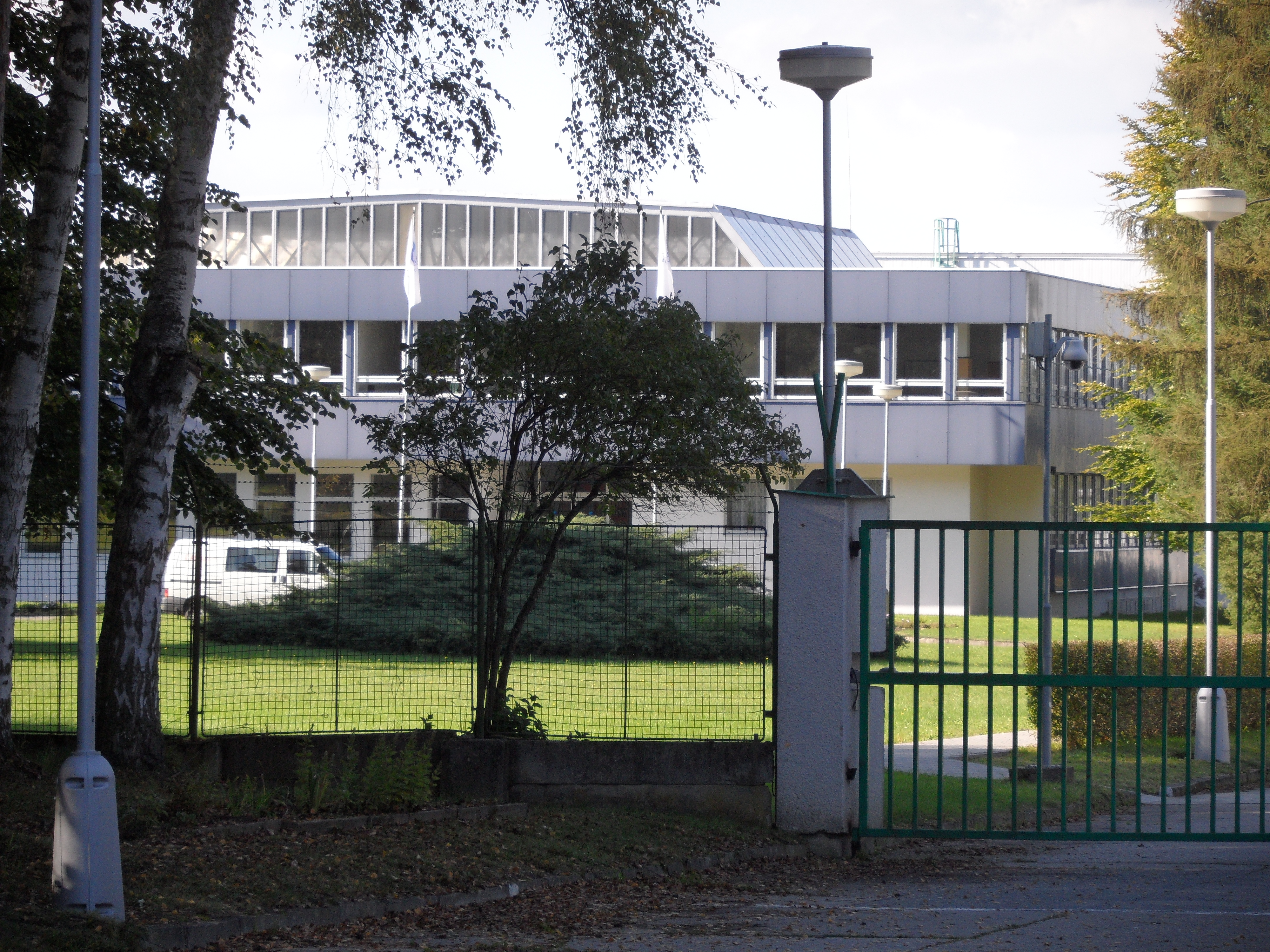
Úpravna vody Želivka, hlavní zdroj (jeden ze tří) pitné vody pro Prahu

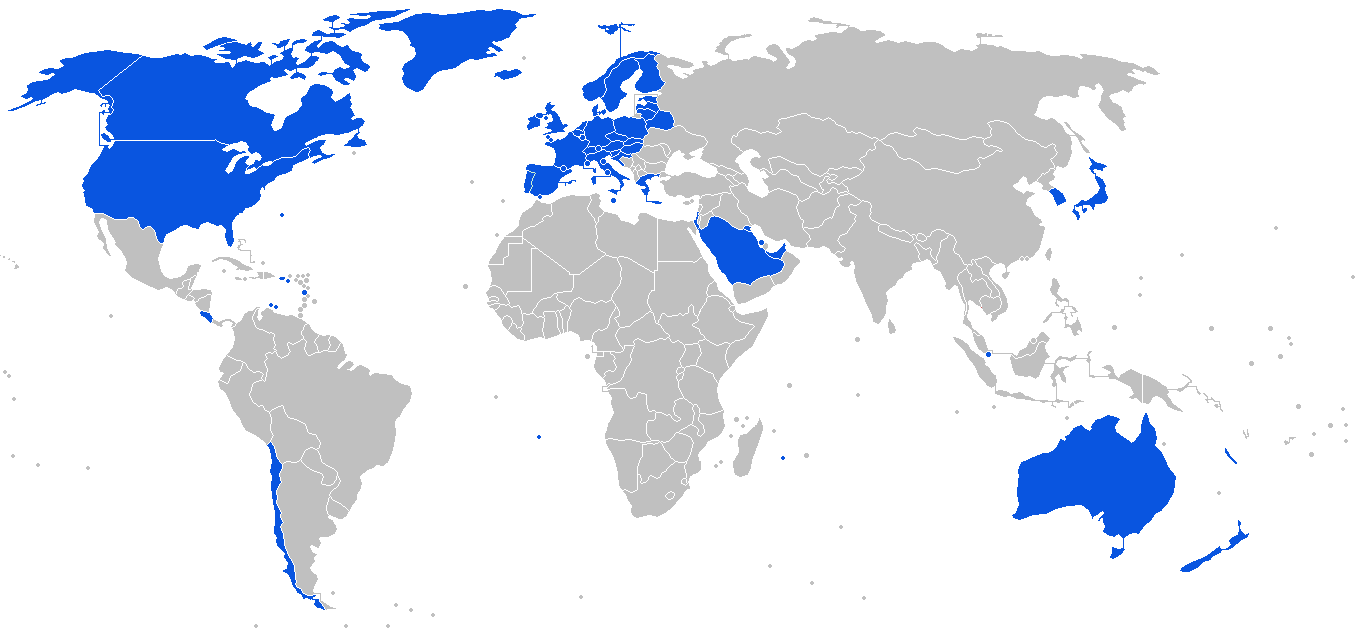
Mapa kde můžete pít kohoutkovou vodu

Úpravny vody slouží k výrobě pitné vody ze surové vody odebrané z vodního zdroje. Surová voda je nejčastěji povrchová voda nebo podzemní voda. Úprava vody je proces, při němž se mění fyzikální, chemické a mikrobiologické vlastnosti vody. Čím kvalitnější je voda surová, tím je jednodušší technologie úpravy. Úprava podzemní vody je zpravidla jednodušší než úprava povrchové vody. V úpravně vody je zpracována voda surová tak, aby produktem byla voda pitná, která splňuje všechny požadavky stanovené legislativou. V úpravně vody proto probíhají pravidelné laboratorní testy surové vody a upravené pitné vody. Úpravna vody bývá součástí vodárny.

## Úpravna vody v legislativě ČR
Úpravna vody je definována vyhláškou č. 428/2001 Sb., a to v § 1a písm. d: jako soubor objektů a zařízení s technologií pro úpravu vody. Pitnou vodu a její kontrolu definuje vyhláška č. 252/2004 Sb., kterou se stanoví hygienické požadavky na pitnou a teplou vodu a četnost a rozsah kontroly pitné vody.

## Proces úpravy
Úprava vody sestává z několika následných odstraňovacích procesů organizovaných do stupňů:
- První stupeň – koagulace rozpuštěných a suspendovaných látek a odstranění vloček a sraženiny
  - Čiření a sedimentace – ve vodě rozpuštěné a suspendované látky koagulují pomocí přidaných chemikálií (síran hlinitý, chlorid železitý, síran železitý) a vznikající vločky pak sedimentují v nádržích
  - Filtrace – odstranění sražených látek a nesedimentovaných vloček filtrací na pískových filtrech pomalých nebo rychlých
- Druhý stupeň – odstranění organických látek oxidací (způsobují pachy a zbarvení vody) a zachycení zbytků těchto látek na aktivním uhlí. Ve vývoji je metoda Caviplasma (kavitace).[1]
- Třetí stupeň – odstranění železa a manganu vysrážením, odstranění agresivní kyseliny uhličité (pomocí vápna), snížení enormní tvrdosti vody (pomocí vápna nebo sody, či filtrací přes ionexy), odstranění radonu a radia 226, odstranění dusičnanů a amonných iontů
- Čtvrtý stupeň – odstranění mikroorganismů a zabránění jejich růstu při dopravě vody vodovodem pomocí hygienického zabezpečení vody chlórem, ozónem nebo UV-zářením.

Látky se z vody odstraňují až na úroveň, kterou předepisuje vyhláška č. 252/2004 Sb. jako maximální. Pokud je obsah některé látky ve vodě menší než minimální úroveň stanovená vyhláškou č. 252/2004 Sb., musí se voda do této minimální úrovně látkou obohatit.

## Úpravna vody pro domácí použití
Úpravny vod existují také pouze pro domácí použití, nebo pro zásobování menších obcí. Takovéto úpravny vod bývají malé a mobilní a představují tak řešení pro oblasti se sníženou kvalitou, případně kompletně bez dostupnosti pitné vody. 